# Sipos Zoltán (színművész)
Sipos Zoltán, született: Spitzer Zoltán (Battonya, 1882. december 4. – Kulistye, 1914. november 6.) színész.

## Életútja
A Vígszínház színésziskoláját jeles eredménnyel végezte el. 1902-ben lépett a színipályára Pécsett. 1908-tól 1911-ig Szatmárt és Nagykárolyban szerepelt, majd 1911 és 1913 között huzamosabb ideig volt szerződésben Pécsett, ahol számottevő sikerei voltak. Az első világháborúban mint a budapesti honvéd-gyalogezred 9-ik századának tizedese 37 ütközetben vett részt. 1914. november 6-án a szerbiai harctéren, a kulistyei magaslatok ostrománál hősi halált halt. Egyike volt az első színész hősi halottaknak.

## Fontosabb színházi szerepei
- De la Grange Batelière báró (Hervé: Lili)
- Gratiano (Shakespeare: A velencei kalmár)
- Maldoisier (Nicolas Nancey – Paul Armont: Theodore és Tsa)

## Filmszerepe
- Az utolsó bohém (1913) – István

## Könyve
- Kilátások a robogó vonatból. Pécs, 1912.